# Вриони, Омер-паша (премьер-министр)
Омер (Омар)-паша Вриони (алб. Omer pashë Vrioni; 1839, Берат, Османская империя -1928) — албанский политический, общественный, государственный и дипломатический деятель, премьер-министр Албании (25 декабря 1921-22 января 1922).

## Биография
Бей. Крупный землевладелец. Представитель выдающегося дворянского рода Албании, глава одной из самых влиятельных албанских семей XIX века. Сын Кахрамана-паши Вриони. Отец политика Сами Бея Вриони. Последователь Бекташи.
В 1878 году — член национальной организации Албании — Призренская лига, стремившейся к автономии от Османской империи. Подвергался преследованиям со стороны властей. В 1882 году вместе с лидерами албанской Призренской лиги был арестован и до ноября 1883 года находился в заключении в тюрьме Чанаккале, затем депортирован.
Помогал первому князю Албании Вильгельму Виду подавить переворот в Центральной Албании (1914—1915).
Премьер-министр Албании (25 декабря 1921-22 января 1922).
Вриони был одним из инициаторов создания в декабре 1909 года первой албанской педагогической школы в Эльбасане.
В 1864 году вместе со своим отцом Кахраманом-пашой Вриони, с помощью французских градостроителей и архитекторов заложил основы современного города Фиери.